# 順天城之戰
順天城之戰，又稱倭橋城之戰，是明、朝聯軍發動的攻打順天倭城（遺址位於今全羅南道順天市）的戰役。

## 简介
萬曆廿六年（1598年）九月，明、朝聯軍計劃同時攻取順天、泗川、蔚山三座倭城。十九日，明、朝聯軍對順天倭城發起進攻。明軍分為水陸兩軍，陸軍由劉綎率領、水軍由陳璘率領；朝鮮軍亦分為水陸兩軍，陸軍由權慄率領，水軍由李舜臣率領。
守城的小西行長得知後，向劉綎求和。劉綎接受了其求和，並約小西行長到順天舊城附近會面講和。在會面期間，劉綎試圖逮捕小西行長，但被其逃脫。在行動失敗後，劉綎便率陸軍攻城，被日軍擊退。十月二日，陸軍建造攻城器械完成，再次攻打順天倭城，又被日軍擊退。
十月三日，劉綎約水軍夾攻順天倭城。陳璘、李舜臣率水軍迫近順天倭城，但因戰鬥期間突然退潮而失利。
陸路和水路的戰鬥都處於僵持階段。七日，劉綎得知中路軍董一元部攻打泗川倭城大敗，便率陸軍向富有方向撤退。九日，陳璘、李舜臣也被迫解除海上的封鎖，撤往古今島（莞島郡古今面）。